# Joseph Sauer (Theologe, 1803)

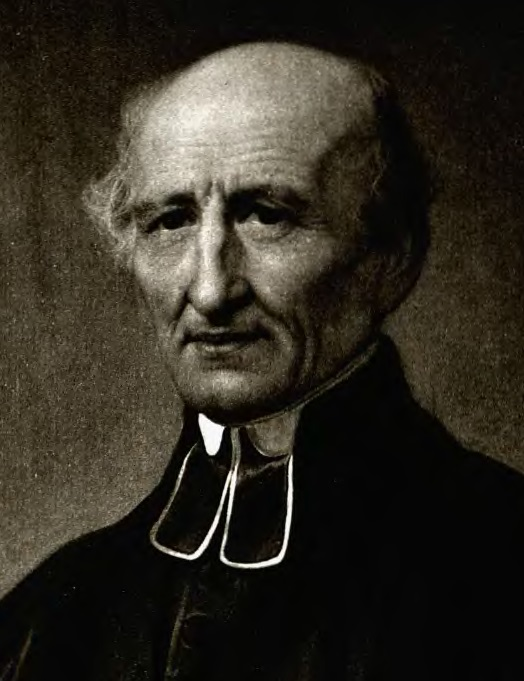
Joseph Sauer, Porträt vor 1868

Joseph Armand Andreas Sauer (* 27. November 1803 in Spurwitz in Schlesien; † 24. Juni 1868 in Breslau) war ein deutscher römisch-katholischer Geistlicher und Theologe.

## Leben
Sauer war Sohn eines fürstbischöflichen Försters. Der Vater starb früh, weshalb die Familie nach Breslau zurückkehrte. Dort durchlief Joseph Sauer die Elementarschule. Anschließend ging er an das Matthias-Gymnasium. Dieses verließ er allerdings zugunsten einer kaufmännischen Lehre, kehrte jedoch nach kurzer Zeit wieder an das Gymnasium zurück. 1826 bezog er das Priesterseminar in Breslau, an dem er eine gute Beziehung zu dessen Rektor Simon Sobiech pflegte. Am 10. März 1827 empfing er die Priesterweihe.
Sauer kam 1827 als Kaplan nach Neiße und wurde 1828 zur Kirche St. Maria auf dem Sande nach Breslau versetzt. Dort konnte er sich weiteren theologischen Studien widmen. Am 21. Januar 1829 wurde er an der Universität Breslau mit der Dissertation De Essenis et Therapeutis zum Dr. theol. promoviert. Nach einer Zeit als Pfarradministrator in Oltaschin wurde er 1830 Privatdozent für Pastoraltheologie an der Breslauer Universität. Ebenfalls 1930 wurde er Kurat bei den Elisabethinnen in Breslau. Etwas später erhielt er die Stelle als Prorektor des fürstbischöflichen Priesterseminars, 1842 wurde er dessen Rektor. Außerdem wurde er am 26. Mai 1848 als Domherr Mitglied des Breslauer Domkapitels.
Sauer gründete 1835 mit Matthias Thiel das Schlesische Kirchenblatt. Bis 1848 gehörte er der Redaktion der Zeitschrift an. Von 1839 bis 1848 war er zudem Mitherausgeber des Katholischen Jugendbildners.

## Veröffentlichungen (Auswahl)
- De Essenis et Therapeutis, Breslau 1829.
- Christus praestantissimum verae tolerantiae exemplum, 1829.
- Wird die im christlichen Geiste zu verichtende Hospitals-Krankenwartung von Mitglieder christlicher Orden besser besorgt, als von weltlichen Lohnwächtern?, Breslau 1833.
- Die Elisabethinerinnen in Breslau, Denkschrift zur 100jährigen Jubelfeier der Stiftung ihres Klosters, Aderholz, Breslau 1836.
- mit Ritter, Gärth, [Emanuel Joseph] Elsler, Förster, [Karl August Wilhelm] Baron von Plotho, [Joseph] Neukirch, Herber, Baltzer, [Joseph] Freiß, [Joseph] Sauer und [Aloys] Wache: Das Breslauer Domkapitel gegen den „Erlaß des evangelischen Oberkirchenraths [Hahn] vom 29. Juli 1852“. G. Ph. Aderholz, Breslau 1852.
- Pfarramtliche Geschäftsverwaltung, 2. Auflage, Aderholz, Breslau 1868.